# Neochóri (Magne-Occidental, Messénie)
 (mai 2025).
Neochóri (grec moderne : Νεοχώρι) est une localité située dans le dème du Magne-Occidental, dans le district régional de Messénie, dans la périphérie du Péloponnèse, en Grèce.
Selon le recensement de 2021, elle compte 282 habitants.